# Fly in the Ointment
Fly in the Ointment è un EP della band AFI. Le tracce 1 e 3 sono state ri-registrate nell'album Very Proud of Ya, Open Your Eyes si trova nell'album Answer That and Stay Fashionable ma con una differente voce e mixer. È stato pubblicato il 31 marzo 1995 con la Wedge Records.

## Tracce
1. Theory Of Revolution - 1:24
2. Crop Tub - 1:48
3. Cruise Control - 1:09
4. Open Your Eyes [Circus Tents cover] - 1:13

## Formazione
- Davey Havok – voce
- Mark Stopholese – chitarra, voce
- Geoff Kresge – basso, voce
- Adam Carson – batteria